# Comuna Bubnivka, Horodok
Bubnivka (în ucraineană Бубнівка) este o comună în raionul Horodok, regiunea Hmelnîțkîi, Ucraina, formată din satele Bubnivka (reședința), Kalînivka și Lîpivka.

## Demografie
Componența lingvistică a comunei Bubnivka
     Ucraineană (99,56%)
     Alte limbi (0,33%)
Conform recensământului din 2001, majoritatea populației comunei Bubnivka era vorbitoare de ucraineană (99,56%), existând în minoritate și vorbitori de alte limbi.